# Zaporožje
Zaporožje (ukrajinsko Запоріжжя, latinizirano: Zaporižžja; rusko Запорожье, latinizirano: Zaporož'je) je mesto ob reki Dneper na jugovzhodu Ukrajine in šesto največje mesto v državi.
Je središče istoimenske občine, rajona in Zaporoške oblasti. Skupaj z okoliškimi naselji tvori Zaporoško aglomeracijo. Je eno največjih upravnih, industrijskih in kulturnih središč južne Ukrajine z razvitim strojništvom, črno in barvno metalurgijo, kemično in gradbeno industrijo, rečnim pristaniščem in pomembnim železniškim vozliščem.

## Ime mesta
Do leta 1921 se je mesto imenovalo Aleksandrovsk oziroma ukrajinsko Oleksandrivsk po Aleksandrovski trdnjavi, ustanovljeni na ozemlju današnjega mesta leta 1770. Po kom se je trdnjava imenovala, ni povsem jasno, kot možnosti pa se omenjata ruski general-feldmaršal Aleksander Golicin in princ Aleksander Vjazemski.
Marca 1921 so mesto preimenovali v Zaporožje. Ime pomeni »za brzicami« in spominja na številne Dneprove brzice, ki so se pred izgradnjo Dneprske hidroelektrarne leta 1932 končevale nad mestom. Po preimenovanju sta bili nekaj časa v uporabi tako staro kot novo ime, mestni železniški postaji sta na primer ohranili imeni Aleksandrovsk I in II vse do leta 1934.

## Zemljepis
Zaporožje leži na jugovzhodu Ukrajine na obeh bregovih reke Dneper. Ta se v Zaporožju razdeli v dva rokava, znana kot »Stari« in »Novi Dneper«, med njima pa leži 12 kilometrov dolg in dva kilometra širok otok Hortica (Horticja).

## Zgodovina

### Aleksandrovsk
Za letnico ustanovitve Zaporožja velja 1770, ko se je začela graditi Aleksandrovska trdnjava, ena izmed trdnjav t. i. dneprske linije, ki jo je vzpostavila ruska vlada za obrambo pred vdori krimskih Tatarov. Okoli trdnjave pa se je kmalu izoblikovalo naselje, ki je leta 1785 dobilo status posada – naselja mestnega tipa.
S priključitvijo Krimskega kanata Rusiji je dneprska obrambna linija izgubila strateški pomen in je bila leta 1797 opuščena. Leta 1806 je Aleksandrovsk dobil status mesta in postal eno številnih mest Jekaterinoslavske gubernije. V drugi polovici 19. stoletja se je iz nepomembnega podeželskega mesta razvil v manjše industrijsko središče. Prelomnici, ki sta spodbudili razvoj, sta bili izgradnja železniške proge Lozovo–Sevastopol in Kičkaškega mostu čez Dneper leta 1908.
Med prvo svetovno vojno se je v mesto umaknilo veliko število industrijskih podjetij s frontnih črt, na primer iz Sankt Peterburga, Rige in Varšave. V ruski državljanski vojni je bilo zaradi svoje strateške pomembnosti prizorišče hudih spopadov med rdečo in belo armado, vojsko Ukrajinske ljudske republike ter nemško-avstrijskimi enotami.

### V Sovjetski zvezi
Sovjetska oblast je mesto, preimenovano v Zaporožje, obnovila in industrializirala: v 20. in 30. letih 20. stoletja so bile zgrajene hidroelektrarna na Dnepru, metalurški tovarni Zaporožstal in Dneprospecstal, tovarna letalskih motorjev, danes znana kot Motor Sič, in druge. Deset kilometrov od starega mestnega središča je bilo zgrajeno stanovanjsko naselje Socgorod. Leta 1939 je Zaporožje postalo središče novoustanovljene Zaporoške oblasti.
Po izbruhu vojne med Sovjetsko zvezo in nacistično Nemčijo leta 1941 je vlada pričela evakuirati zaporoško industrijo v Sibirijo. Nemške enote so mesto dosegle 18. avgusta 1941 in zasedle Hortico. Tega dne je Rdeča armada razstrelila del jezu dneprske hidroelektrarne in sprožila poplavni val, ki je zalil vasi in mesta vse do Nikopola in ubil vojake obeh armad, kot tudi civilne prebivalce; število smrtnih žrtev zgodovinarji ocenjujejo na 20 000 do 100 000. Kljub odporu je Tretji rajh Zaporožje zavzel v začetku oktobra. Nemška okupacija je trajala dve leti, v katerih so usmrtili več kot 35 000 ljudi, 58 000 pa jih poslali na prisilno delo v Nemčijo.
V nemškem obrambnem sistemu je igralo Zaporožje pomembno vlogo: v njem je bil med februarjem in septembrom 1943 glavni štab armadne skupine Jug, bilo pa je tudi mostišče v okviru obrambne linije »Ostwall«. Levi breg mesta je jugozahodna fronta Rdeče armade osvobodila z nočnim tankovskim naskokom 13. oktobra 1943, z desnega brega in Hortice pa so se Nemci umaknili konec decembra istega leta.

### V samostojni Ukrajini
Leta 2004 se je pričela gradnja novega, tretjega cestnega mostu čez Dneper. Most, ki je postal največji v Ukrajini, je bil polovično dokončan in odprt januarja 2022.
Po ruski invaziji na Ukrajino februarja 2022 je Rusija okupirala dele Zaporoške oblasti, vendar ni prodrla do samega Zaporožja; 27. februarja so poročali o spopadih v južnih predmestjih. Odtlej je bilo mesto večkrat tarča raketnih napadov, med drugim 13. maja, 30. septembra, 6. oktobra, 9. oktobra 2022, 2. marca in 22. marca 2023.

## Upravna delitev
Mesto je upravno razdeljeno na 7 rajonov:
1. Oleksandrivski (Олександрівський район)
2. Zavodski (Заводський район)
3. Komunarski (Комунарський район)
4. Dniprovski (Дніпровський район)
5. Voznesenivski (Вознесенівський район)
6. Hortiški (Хортицький район)
7. Ševčenkivski (Шевченківський район)

## Prebivalstvo
Število prebivalcev Zaporožja se zmanjšuje od prvih let samostojnosti Ukrajine.

### Narodnostna sestava
Ob popisu leta 2001 je bila narodnostna sestava prebivalstva naslednja:
| Ukrajinci | Rusi    | Belorusi | Bolgari | Judje  | Gruzijci | Armenci | Tatari | Azerbaj- džanci | Romi   | Poljaki |
| --------- | ------- | -------- | ------- | ------ | -------- | ------- | ------ | --------------- | ------ | ------- |
| 70,28 %   | 25,39 % | 0,67 %   | 0,44 %  | 0,42 % | 0,38 %   | 0,38 %  | 0,27 % | 0,15 %          | 0,11 % | 0,10 %  |

## Mednarodni odnosi
Zaporožje je pobrateno z naslednjimi mesti:
| - Lahti, Finska (1953) - Belfort, Francija (1967) - Birmingham, Združeno kraljestvo (1973) | - Linz, Avstrija (1983) - Oberhausen, Nemčija (1986) - Jičang, Kitajska (1997) | - Magdeburg, Nemčija (2008) - Ašdod, Izrael (2011) - Steinbach, Kanada (2018) |